# 禁色
禁色（きんじき）とは、日本の朝廷において、一定の地位や官位等を持つ者以外に禁じられた服装である。特定の色のほか、地質等にも及んだ。平安時代の9世紀半ば以降、特定の官人に上位の衣服を許す「禁色勅許」が出されるようになり、特権として重視された。逆に誰でも使用できる色のことを「ゆるし色」と言った。

## 位色と禁色
8世紀初頭に制定された律令制では、「衣服令」によって、服色の順位が白、黄丹、紫、蘇芳、緋、紅、黄橡、纁、葡萄、緑、紺、縹、桑、黄（以下略）と定められた。また、位階に応じて袍の色（位色（いしき）、当色（とうじき）とも）が定められ、位色以上の色を用いることは禁じられた。黄丹は皇太子の位色として皇太子のみに許され、以下、親王・諸王および諸臣三位以上は紫、諸臣四位・五位は緋、六位・七位は緑、八位・初位は縹を位色とし、それぞれ、位色より上の色は禁色となった。天皇の位色については「衣服令」に規定がないものの、9世紀初頭の嵯峨朝において黄櫨染が天皇の正式な袍の色と定められ、この色は天皇以外の着用が許されない色となった。この黄櫨染と黄丹はいくら官位が上がっても臣下には決して許されない色であることから、近代以降の用語として「絶対禁色」と呼ぶ者もある。

## 多様な禁色
時代が進むにつれ、朝廷の服装に変化が生じる中で、さまざまな服装に関する規則が生じ、それらの一部も禁色と呼ばれた。
「禁色」の範囲としては、特に、支子色、黄丹、赤色、青色、深紫、深緋、深蘇芳の7色と、文様のある織物をあげる考え方があり、かつては、これらをまとめて禁色勅許と関わるものと理解する説もあった。しかし、この7色と有文織物の禁止の経緯や時期、対象はそれぞれであり、すべてが禁色勅許と関わるわけではない。
7色のうち、黄丹、深紫、深緋、深蘇芳は、当色以上の服色を着てはならないという規定によるものに過ぎない。支子色については、支子と茜や紅花を交染すると黄丹とよく似た色になることから、元慶5年（881年）に禁令が出され、『延喜式』にも禁止の規定が掲載された。
赤色（赤白橡）、青色（麹塵、青白橡とも）は、天皇の袍に用いる色であるところから、禁色に含めて考えられたが、歴史的には常に天皇のみに許された色ではない。赤白橡の袍は、10世紀の『延喜式』においては参議以上の着用が認められたが、平安時代後期には、天皇、太上天皇のほか、内宴や、行幸・御幸等（ただし天皇・上皇が赤色袍を着ていない場合）に摂関が着用するのみとなった。青色は青摺との関連が指摘され、また「衣服令」服色条の黄橡に相当するとも言われる。青色袍は内宴や賭弓等の特定の行事に際して官人が着用したほか、雑色や女性の着用例もある。しかし、平安時代後期にはこういった行事が衰退したため、青色の袍を着用するのは主に天皇と蔵人となった。ただし、綾の使用の制限により、綾の青色袍は公卿以上に限られていたため、六位蔵人がこれを着用できたのは禁色勅許によるものであった。また、赤色袍、青色袍とともに、元服前の童の装束（童装束）としても用いられた。赤や青の唐衣は上臈の女房に許される「禁色」ともなった（後述参照）。
『延喜式』にはその他にも、綾を位袍に用いることができるのは五位以上であるとか、蘇芳色は公卿以上のみに許されるといった規定が見え、また禁色は下衣にも及ぶことや、女性は父親の位階に応じて服装が許されたことが示されている。また、深紅は染料の紅花が高価であること等から度々禁令が出された。違反する服装の取り締りの厳しさは時代や状況によって異なるが、弾正台や検非違使等によって破却されることもあった。

## 禁色勅許
9世紀半ばより、臣下に対し、禁色を勅許することが見られるようになった。この禁色勅許は男性の場合、蔵人全般のほか、四位・五位の一部の殿上人に下され、彼らに公卿待遇の服装を認めるものであった。また女官・女房に対する禁色の許可もあった。禁色を許すことを「色を聴（ゆ）る」とも言った。
禁色の勅許は天皇一代限りのもので、代替わりの際には無効となった。また、五位から四位への昇進や蔵人退任の際にも無効となり、再度勅許を必要とした。
蔵人以外の殿上人への禁色勅許は、原則として大臣・近衛大将の子か孫に与えられる特権で、これらの禁色を許された殿上人を特に「禁色人」とも称した。12世紀半ばには、禁色勅許の対象者は、後の摂関家・清華家に相当する家の出身者に限定されるようになった。特に摂関家の嫡流は元服と同時もしくは直後に禁色を許される慣例となった。
禁色宣旨の例（「康富記」より）
男性官人が禁色勅許によって許されたのは、公卿と同様の文様のある生地（綾）や色を下襲や半臂、表袴に用いることであり、これは直衣や指貫、青色袍等にも及んだ。禁色を許されていない四位以下の官人（参議除く）は文様のない平絹を使わなければならなかった。また、禁色勅許を受けても、位色を超えた袍の着用は認められなかった（ただし11世紀頃には、位色は四位以上が黒、五位が緋に変化していた）。
女性に対する禁色の許可は不明な点が多いが、10世紀初頭から天皇の乳母等に禁色を勅許する例が見られる。また女房の間の身分として、上臈や一部の女房のみに特定の服装を許すことが見られたが、『満佐須計装束抄』の記述等から、その中でも青色・赤色の唐衣や地摺りの裳を許すことを「禁色」と呼んでいたと考えられている。青・赤の唐衣は染色ではなく織色であり、地摺りとはステンシルの要領で草木の汁などで模様を染め出したものだが、宮中では金泥・銀泥を用いた豪奢なものであったという。女房の服装規定にはその他に、綾の制限や、袿の枚数の制限（数衣）等があった。